# 萨尔马提亚主义

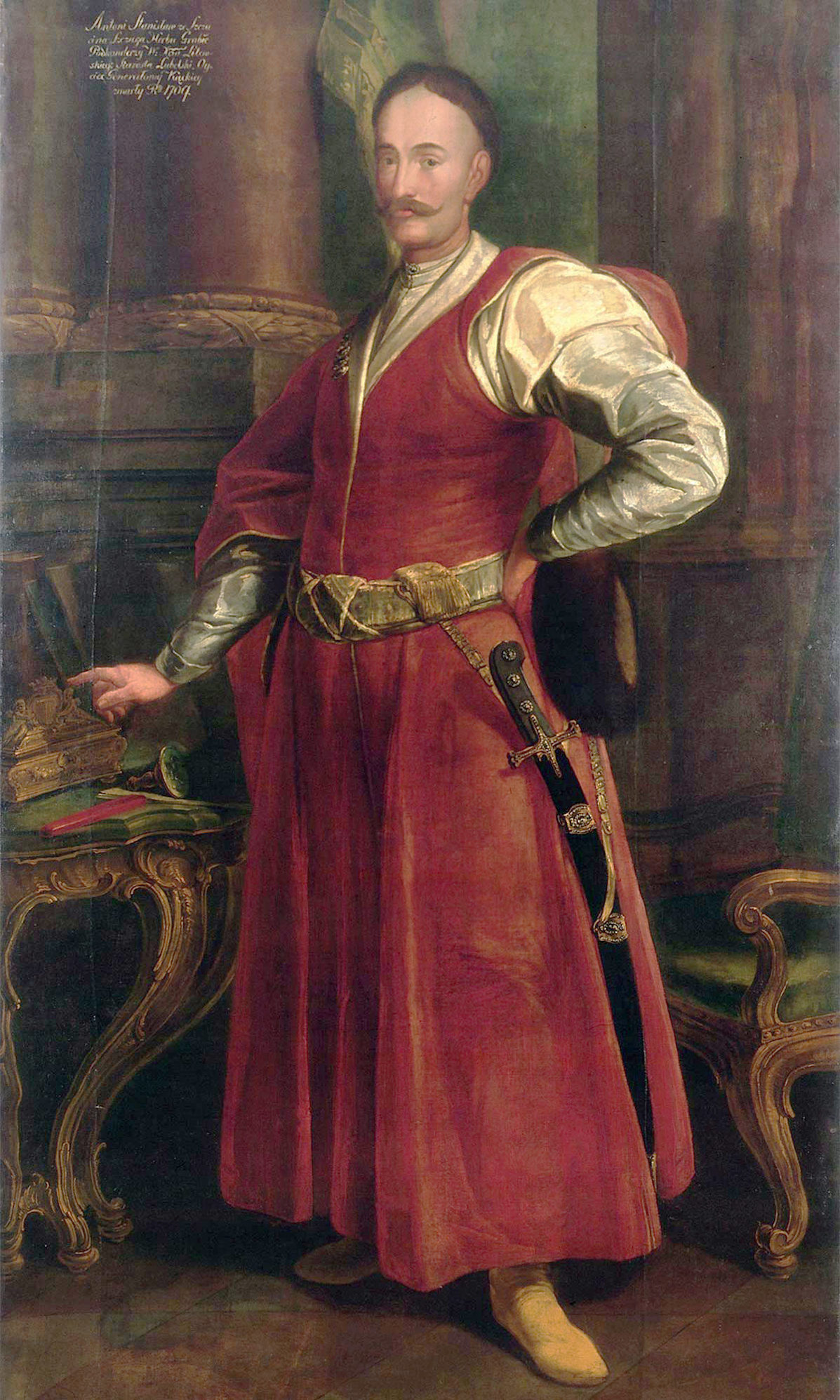
穿着代表波兰萨尔马提亚风格的波兰式长袍（kontusz）的斯坦尼斯瓦夫·安东尼·什丘卡

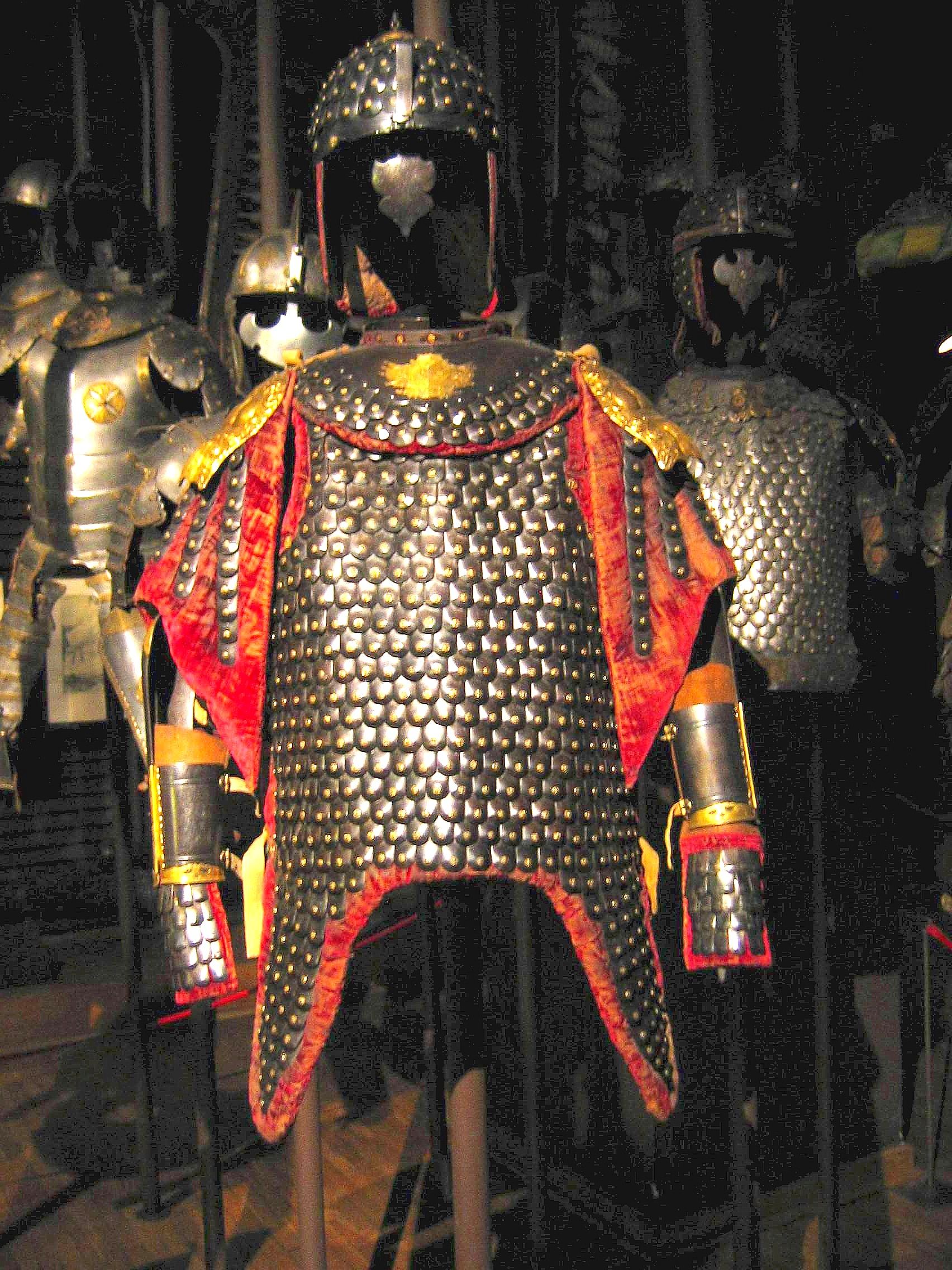
这是波兰“萨尔马提亚”风格的“卡拉采纳”盔甲

萨尔马提亚主义是从16世纪到19世纪，波兰贵族占统治地位的生活方式、文化和思想。并与贵族民主制一起构成了联邦文化独一无二的一面。
这一主义的名称和文化可以在扬·赫雷佐斯托姆·帕塞克的回忆录，或瓦茨瓦夫·波托茨基的诗之类的波兰现代文学作品中体现出来。贵族穿着由毛皮修剪成的长袍（茹潘）和及臀的长筒靴，并配着马刀（szabla）；蓄胡也很流行。他们力求达到的“萨尔马提亚式”形象是骑在马背上、享有均等的权利（“贵族民主制”）、让外国人感到不可战胜的理想。萨尔马提亚主义赞颂波兰军队过去的胜利，需要波兰贵族维持这种传统。他们不可分元的一件节日饰品是被称为“卡拉贝拉”的马刀（karabela）。
萨尔马提亚（Sarmacja）是波兰富有诗意，带有传奇色彩的名字，这个名字在整个18世纪都很流行，其特点与波兰立陶宛联邦的广大疆域上的文化人息息相关。波兰贵族的文化、生活方式和思想很大程度上都受到了萨尔马提亚主义的影响。它是东西方与本土文化融合所构成的独一无二的产物。这个流行趋势对其他国家，譬如匈牙利、摩尔多瓦和斯拉夫地区的贵族文化产生了相当大的影响。后来，波兰文化继续深受萨尔马提亚传统的影响。在受到波兰启蒙运动的强烈批判的同时，萨尔马提亚主义也得到了同时代的波兰浪漫主义者平反昭雪。在经历了常识上的实证主义，和文学上的现实主义后，它通过波兰首位诺贝尔奖得主（1905年）显克微支所著的《三部曲》而得以成功回归。

## 历史
十五世纪的波兰编年史作者扬·德乌戈什是第一位将史前波兰和萨尔马提亚人联系起来的学者，他的学说也得到了其他历史学家和编年史作者，譬如马尔钦·别尔斯基、马尔钦·克罗梅尔和马切伊·梅霍维塔等人的支持。其他欧洲人关于波兰萨尔马提亚主义的观点主要来自于梅霍维塔的Tractatus de Duabus Sarmatiis，这篇文章通过大量关于国际流通语言方面上的波兰立陶宛联邦的领土和人民文献，来吸引位于南欧的读者。这个名字来自于贵族所谓的祖先，萨尔马提亚人。它实际上是位于黑海以北的雅利安人部落联盟，被公元前5世纪的古希腊作家希罗多德称为是斯基泰人和亚马逊人的后代，并在公元二世纪被哥特人取而代之。经过了好几代人的口口相传后，这演变为了波兰人是来自于亚洲，后来移居到东南欧的蛮武民族撒乌洛马泰伊人的后代的传奇故事。按照传统说法，萨尔马提亚人是诺亚之子雅弗的后代。
在1970年的书刊《萨尔马提亚人》（属于古代人种和地区丛书之一）中，本书作者，波裔英国历史学家，考古学家。和研究古代萨尔马提亚主义部落的学者塔德乌什·苏利米尔斯基列出一系列人种特点，称贵族和萨尔马提亚人在民俗、武器、战术、印记，和葬礼习俗上都有亲缘关系，并给出了关于传说可能的起源的更多信息。

## 文化
萨尔马提亚主义这种信仰成为了贵族文化中的重要组成部分，渗透进生活的各个环节，并用来区别波兰贵族和西方贵族（这被波兰贵族称为“长裤”（plidracy），波兰贵族不穿长裤，但在西方那边，长裤却很流行）和他们的习俗。萨尔马提亚思想的核心是所有贵族权力平等、维护传统、游牧生活、乡村生活、和平和与其相关的和平主义，普及东方的服饰（茹潘、康图什长袍、苏克马纳、康图什腰带、德利亚长袍、沙布拉刀），通过建立跟国家主义对“大一统”的观点相對的，由贵族对贵族民主制的自豪所引发的，多民族贵族的统一和融合。

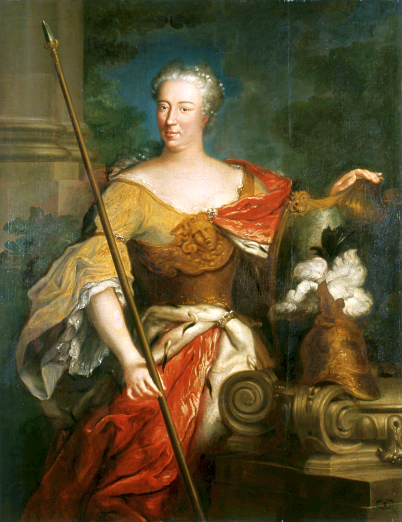
在政坛上具有影响力的埃爾茲別塔·謝尼亞芙斯卡，穿着萨尔马提亚式装束，其中包括男式大衣“德利亚”。

萨尔马提亚人将自己与社会和家庭之间的联系看得很重。女士们被认为是应受尊敬，并且殷勤的人。交谈是最受喜爱的，使人全神贯注的事情之一。客人们——不论亲疏，甚至是外国人，都永远会受到东道主的欢迎。拉丁文被用于很广泛的领域。带有大量酒的豪华宴会具有组织性。男士们之间的争吵，及因此发生的争斗非常正常。波洛涅兹舞、玛祖卡舞和奥贝雷克舞在宴会中是最受欢迎的舞蹈。荣誉属于是首要关系。即使男士比女士长好几岁，他们也可以结婚。结婚被视为是“深层次的友谊”。男士要经常外出（去参与瑟姆、瑟米克（地方瑟姆）、行乐、去法院或进行日常活动）。女人们留在家中打理财产，照顾孩子和牲畜。虽然每家都有很多孩子，但他们很多都未成年便死掉了。男孩和女孩分开照料，分别和父亲或母亲生活在一起。打官司，甚至为了毫不相干的事情而起诉他人都是常事，但大部份官司的解决方法是私下和解。
萨尔马提亚式服饰主要突出其与其他欧洲国家贵族服饰的不同，和它的东方血统。这种样式的服装通常较大、高贵、华美、鲜艳。最富这种样式特色的服饰是康图什长袍，而这种长袍要配上用作装饰的康图什腰带。在康图什长袍里面，通常穿的是茹潘，在茹潘里面通常是德利亚。豪族的服饰通常由胭脂虫染色，或由红布制成。沙拉瓦雷裤（szarawary，类似于灯笼裤）是很典型的下身穿着，卡尔帕克帽是戴在英雄父亲上的装饰性帽子。
萨尔马提亚式的葬礼极不寻常，且在欧洲其他地区都不为人知。这些葬礼是小心策划的仪式，极为华美，并极具仪式性。在贵族死后到他的葬礼期间，通常要有一个精心的安排，并要雇用一大批工匠、设计师、油漆工、仆人和厨师。有时完成这些准备工作要花上好几个月。在葬礼之前，带有尸体的棺材被放在一座教堂中间，建筑式样非常复杂的“丧屋”（castrum doloris）中。置于棺材一边的纹章和写有墓志铭的锡板具有补充的作用，注明死者的情况。宗教仪式通常以一列以教堂为终点的队伍开始。这列队伍由模仿逝去贵族，穿着逝去贵族盔甲的骑师领头。这名骑师会进入教堂，并会伴随着巨大的撞击声和低沉的金属声下到地面，这么做体现出逝去贵族伴随着人间的权力和骑士的英勇，成功地离开人世。一些葬礼会持续四天，以与仪式的严肃性无关的苏醒告终，并很容易就成为一完全的狂欢。有时候牧师的军队会出席葬礼（在18世纪，有10名主教、60们加农炮和1705名牧师出现在一名贵族的葬礼上）。

## 政治思想
萨尔马提亚人认为波兰极其重要的一点是，自成为波兰贵族的贵族民主制的绿洲，它就被专制国家包围，但同时也是天主教世界的堡垒，受到新教徒、穆斯林和东正教徒从四面八方向其进攻。
同时代的波兰历史学家认为这个传统最基本的特征并不属于萨尔马提亚主义思想，而是对“共和制”（Rzeczpospolita）国家的要求。民主对于法律与秩序、自治和选举制的看法构成了萨尔马提亚主义不可或缺的一部分。通过选举产生的国王虽然依旧把持着国家的中心位置，但他的权力受到各种各样的法律行为和要求限制。此外，只有贵族得到了政治权利，也就是瑟米克和瑟姆的选举权。每位瑟姆议员（poseł）享有能够一票否决制所有被提出的新议案或法律的“自由否决权”。最后，如果国王未遵守国家法律，或尝试限制或怀疑贵族的特权，他们就有拒绝国王指挥的权力，并通过军队把他拉下台。 
受到贵族尊重的“共和制”的政治制度是当时世界最好的制度，而波兰瑟姆是（事实上是当时最古老的议会。这个制度常常与最后向寡头投降的罗马共和国，和希腊城邦的制度相比较。亨利国王条款被看做是这种制度的基础。每种试图违反这些法律的行为都会被看做是偌大的罪行。

## 哲学与宗教
在宗教领域上，天主教是最主要的信仰。天意和上帝的恩典经常被强调。所有尘世的事情被视作通往终点——天堂的中间环节。苦行被强调为是脱离原罪的一个环节。萨尔马提亚人认为上帝能看到一切事情，一切事情都有自己的感官。人们很乐于参与宗教生活：弥撒、赎罪券和朝圣。对圣母玛利亚、圣人和耶稣的受难和死亡的特别奉献是惯例。宗教宽容非常普遍。

## 萨尔马提亚式艺术及著作
艺术在萨尔马提亚人看来，具有宣传的作用：其作用在于让家族的功名不朽，赞扬祖先的美德和功绩。因此，个人肖像或全家福是非常必要的。其主要特点是写实，颜色多样，富于符号性（墓志铭、纹章、武装）。人们通常画在缓和，较暗，占四分之三的背景中。
萨尔马提亚文化特别为下列人所描述：
- 瓦茨瓦夫·波托茨基
- 扬·赫雷佐斯托姆·帕塞克
- 韦斯帕兹扬·科霍夫斯基
- 安德热·兹贝利托夫斯基
- 谢罗尼姆·莫尔什滕
- 扬·安德热·莫尔什滕
- 丹尼尔·纳博罗夫斯基

拉丁文非常流行，并且经常与波兰语混为双语文，用于读写。知道至少一些拉丁文是任何贵族的义务。
19世纪，显克微支在他的三部曲（《火与剑》、《洪流》、《渥洛杜耶夫斯基先生》）中，描绘了原波兰立陶宛联邦的萨尔马提亚文化，并将其发扬光大。20世纪，显克微支的三部曲被拍成电影，萨尔马提亚文化成为了很多现代著作（雅切克·科穆达和其他人所著），歌曲（例如雅切克·卡奇马尔斯基所谱），甚至是角色扮演游戏，例如齐凯·波拉等的主题。

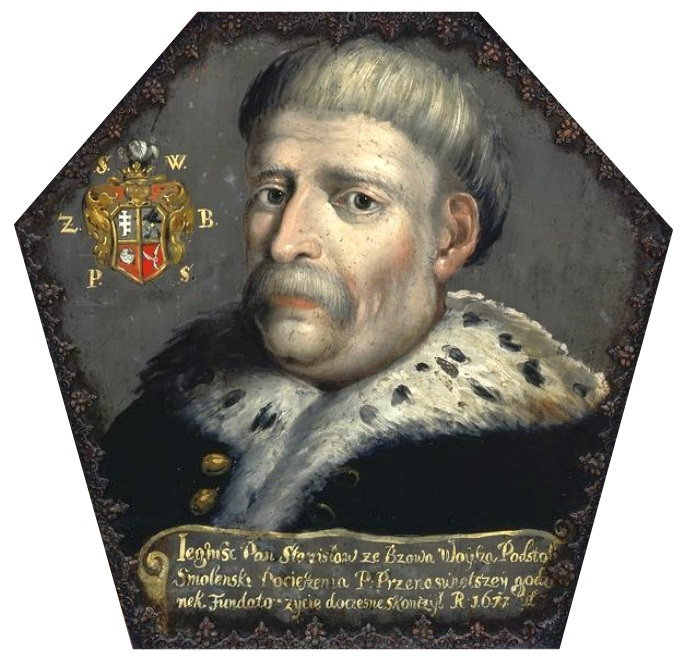
斯坦尼斯瓦夫·沃伊沙的墓棺画。未知画家于1677年所绘

萨尔马提亚人最独一无二的艺术作品是墓棺画，这是构成波兰巴洛克绘画的，独特的肖像画，在欧洲其他地方都找不到这种画。这种八边形或六边形的画像被嵌在棺材中死者头部的位置，基督徒与其不朽的灵魂永远被描绘成依然在世的，在毫无节制的葬礼中，能够与哀悼者对话。这种画像是能够构造死者在场的假相，这也是让生者与死者中间带来联系的仪式用品。常常能体现出一个人一生的，不多见的还存在的肖像是获得关于17世纪波兰贵族信息的可靠来源。自从人们相信死亡是一次通往未知的旅行后，死者经常被画成穿着正装或行装的样子。波兰已知的最老的墓棺画是在17世纪末绘制的，斯特凡·巴托利的墓棺画。
很多贵族宅邸是木制房屋。很多宫殿和教堂在波兰萨尔马提亚时期建成。建筑的流行风格是以哥特风格外加以本地特有的粉饰灰泥装饰的拱顶构组成的本土建筑风格。那些为祖国贡献颇多的人的墓碑被竖在教堂中。波兰全境有好几万领主宅邸，其中大部份是木制的（松木、冷杉或落叶松）。宅邸入口处有门廊。招待客人的中屋是一个巨大的门廊。领主宅邸通常会有为女士搭建的私人角落，和为男人搭建的更加公共的地带。领主宅邸经常会在角落搭建附属建筑。墙上会挂上祖先的画像，纪念品和战利品。旧波兰时代的领主宅邸没有多少会保留下来，但他们的传统延续至19到20世纪。

## 现代用法
在现代波兰，“萨尔马提亚主义”（波兰语：sarmacki）是讽刺性的自我认同，有时候是波兰特色的同义词。

## 评价
在早期，萨尔马提亚主义的理想看起来像一个很好的文化运动：它支持宗教信仰、诚实、为国家而骄傲、勇敢、平等和自由。但是，无论哪种学说，如果将社会阶级放在比其他事情更重要的位置上，它就会随着时间而不断被扭曲。后来萨尔马提亚主义的信仰被扭曲为偏狭和狂热（但是若与瑞典、德国、俄罗斯、法国、西班牙、英格兰和其他地方比较的话，波兰还是更为自由，宽容的），诚实被扭曲为政治上的天真，骄傲被扭曲为自大，勇敢被扭曲为莽撞，贵族的平等和自由被扭曲为虚无。
波兰文艺复兴的产物，被确立为波兰巴洛克风格的组成部分之一的萨尔马提亚主义遭到波兰启蒙运动的反对。在18世纪后期时，“萨尔马提亚主义”这一单词重新出现在台面上，其意义完全是贬义的。“萨尔马提亚主义”成为了退步和愚昧思想的代名词，成为了斯坦尼斯瓦夫·奥古斯特·波尼亚托夫斯基——锐意进取的国王——加諸反对派头顶上的帽子：迂腐、保守的卑鄙贵族。这些意思最初起源于新闻业，后来流传至文学作品中。启蒙主义作者喜歡嘲弄萨尔马提亚主义的政治、文学观点，視之为便于批评的靶子。這表現在激进改革者报刊《监视》（由国王波尼亚托夫斯基赞助），以及弗兰西谢克·扎布沃茨基的喜剧，例如在《萨尔马提亚主义》（Sarmatyzm，1785年编）一文中，就将该词釋為贬义。
在19世紀上半的波兰浪漫主义时代，萨尔马提亚主义和旧波兰贵族的形象，重新反轉。它成為一个充满起义精神的神代（這帮助萨尔马提亚主义的复兴），更是個激發勇气、對军事胆量崇拜的记忆时代。特别在1830年十一月起义期间和之后，这種現象变得非常突出。由亨里克·雷乌斯基发明的体裁——贵族故事中，極力赞颂萨尔马提亚主义的偉大光榮。在很多波兰诗人的作品中，都看得到波兰弥赛亚主义，譬如亚当·米茨凯维奇（《塔德乌什先生》）、尤柳什·斯沃瓦茨基和齐格蒙特·克拉辛斯基，以及作家（显克微支和他的《三部曲》）的著作。总体而言，波兰浪漫主义和波兰历史互相結合，成為與同世代非常不同的文體象徵，即使在缺乏波蘭民族政權的漫長時代，波蘭的民族主義仍可藉此激盪發展。

## 文学作品
- Tadeusz Sulimirski, "The Sarmatians (Ancient peoples and places)", Thames and Hudson, 1970年, ISBN 0-500-02071-X

## 文献
- Friedrich, Karin, The other Prussia: Royal Prussia, Poland and liberty, 1569-1772, Cambridge: Cambridge University Press, 2000年.